# Feuchtpräparat

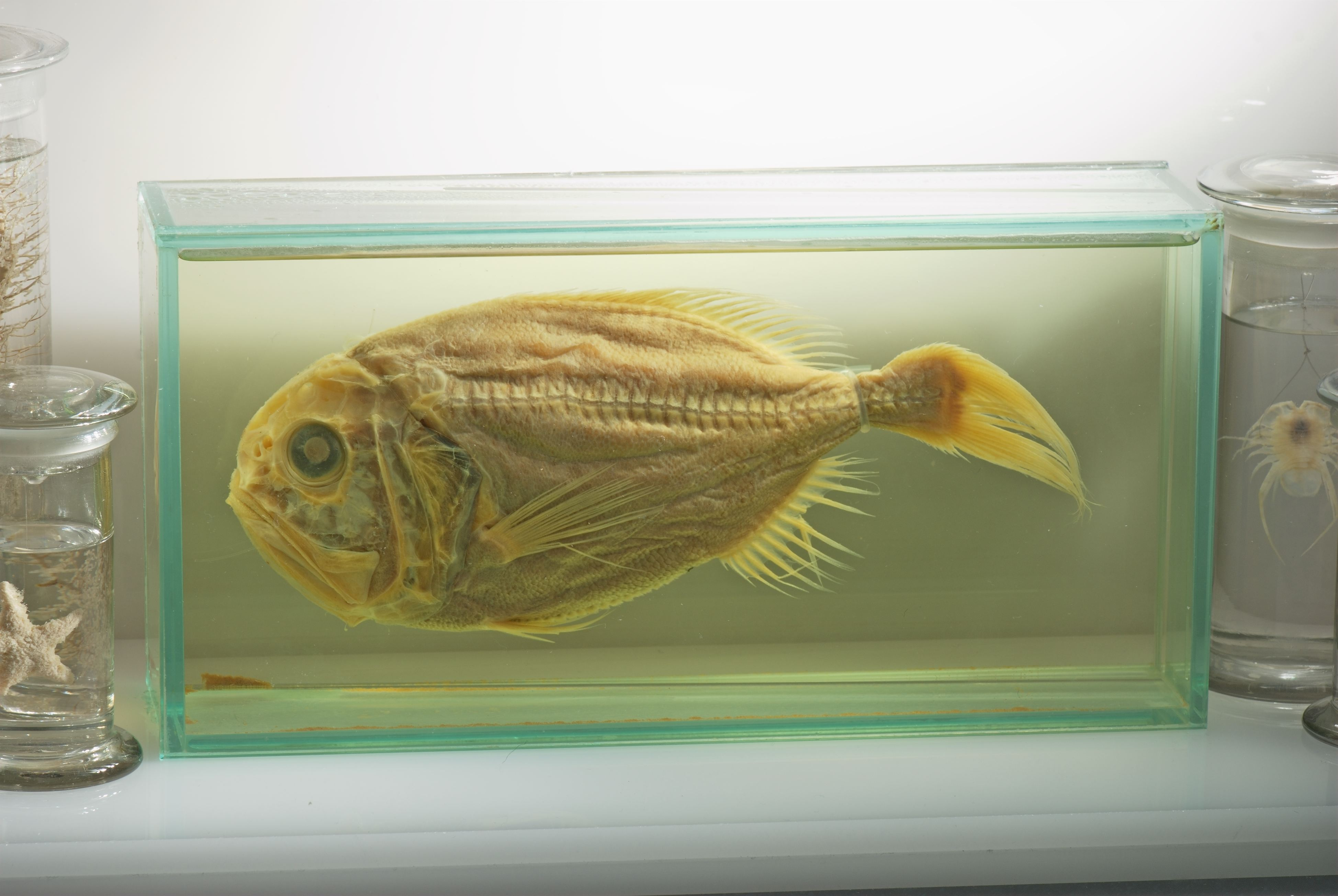
Nasspräparat eines Kaiserbarsches (Hoplostethus atlanticus) im Melbourne Museum

Ein Feuchtpräparat (auch Nasspräparat genannt, bei Aufbewahrung in Alkohol (vorwiegend Ethanol) auch Spirituspräparat) ist die wohl bekannteste Form eines Präparats. Es stellt eine anatomische Struktur (z. B. ein Organ) in einer Aufbewahrungslösung in einem Präparateglas oder Präparatekasten dar. Die anatomische Struktur wird dabei äußerst lebensecht gezeigt. Eine spezielle Form der Feuchtpräparate sind Aufhellungspräparate. Insbesondere in Lehr- und Schausammlungen haben diese Präparate eine besondere Bedeutung. In jüngerer Zeit fanden internationale Diskussionen über den Erhalt und die Pflege derartiger Sammlungen statt.

## Herstellung
Ein Feuchtpräparat wird hergestellt, indem man eine biologische Struktur (wie ein Organ oder z. B. einen Fetus) mit einer Lösung fixiert und anschließend in einer Aufbewahrungslösung in einem Präparateglas oder Präparatekasten darstellt. Zu diesem Zweck werden Feuchtpräparate oft montiert und dann in ein entsprechendes Behältnis gegeben. Eine besondere Form der Fixierung und Aufbewahrung von Nasspräparaten findet durch farbenerhaltende Fixierungen nach Jores oder Kaiserling (Lösungen mit der häufigsten Verwendung) statt, bei der die Farben annähernd naturgetreu wiederhergestellt werden unter Zuhilfenahme einer Restitutionsflüssigkeit. Eine weitere besondere Methode ist das Aufhellen des Präparats und das Angleichen der Aufbewahrungslösung auf den gleichen Brechungsindex, den das Präparat besitzt.